# Северный Коммунар
Северный Коммунар — посёлок в Сивинском районе (муниципальном округе) Пермского края России. С 1942 до 1999 гг. был посёлком городского типа (рабочим посёлком). 

## География
Посёлок расположен в 50 км от железнодорожной станции Бородулино на реке Малая Сива.

## История
Возник в 1904 году как посёлок при картонажной фабрике. 
2 октября 1942 года Северный Коммунар получил статус посёлка городского типа (рабочего посёлка). В 1999 году Северный Коммунар преобразован в сельский населённый пункт (посёлок).
С 2004 до 2020 гг. посёлок был центром Северокоммунарского сельского поселения Сивинского района. 

## Население
| 1959 | 1970  | 1979  | 1989  | 2002  | 2010  | 2021  |
| ---- | ----- | ----- | ----- | ----- | ----- | ----- |
| 4440 | ↘3871 | ↘2647 | ↘2277 | ↘1966 | ↘1625 | ↘1213 |

## Улицы
В посёлке имеются улицы:
- Акулова ул.
- Горького ул.
- Дальняя ул.
- Дзержинского ул.
- Жданова ул.
- К. Маркса ул.
- Калинина ул.
- Кирова ул.
- Коммунистическая ул.
- Комсомольская ул.
- Красногвардейская ул.
- Краснокамская ул.
- Куйбышева ул.
- Ленина ул.
- Матросова ул.
- Маяковского ул.
- Мира ул.
- Молодёжная ул.
- Морозова ул.
- Набережная ул.
- Некрасова ул.
- Нечаева ул.
- Октябрьская ул.
- Орджоникидзе ул.
- Островского ул.
- П. Осипенко ул.
- Первомайская ул.
- Пионерская ул.
- Победы ул.
- Пугачева ул.
- Пушкина ул.
- Свободы ул.
- Советская ул.
- Строителей ул.
- Суворова ул.
- Уральская ул.
- Фрунзе ул.
- Чапаева ул.
- Чкалова ул.
- Школьная ул.
- Юбилейная ул.